# Lamego

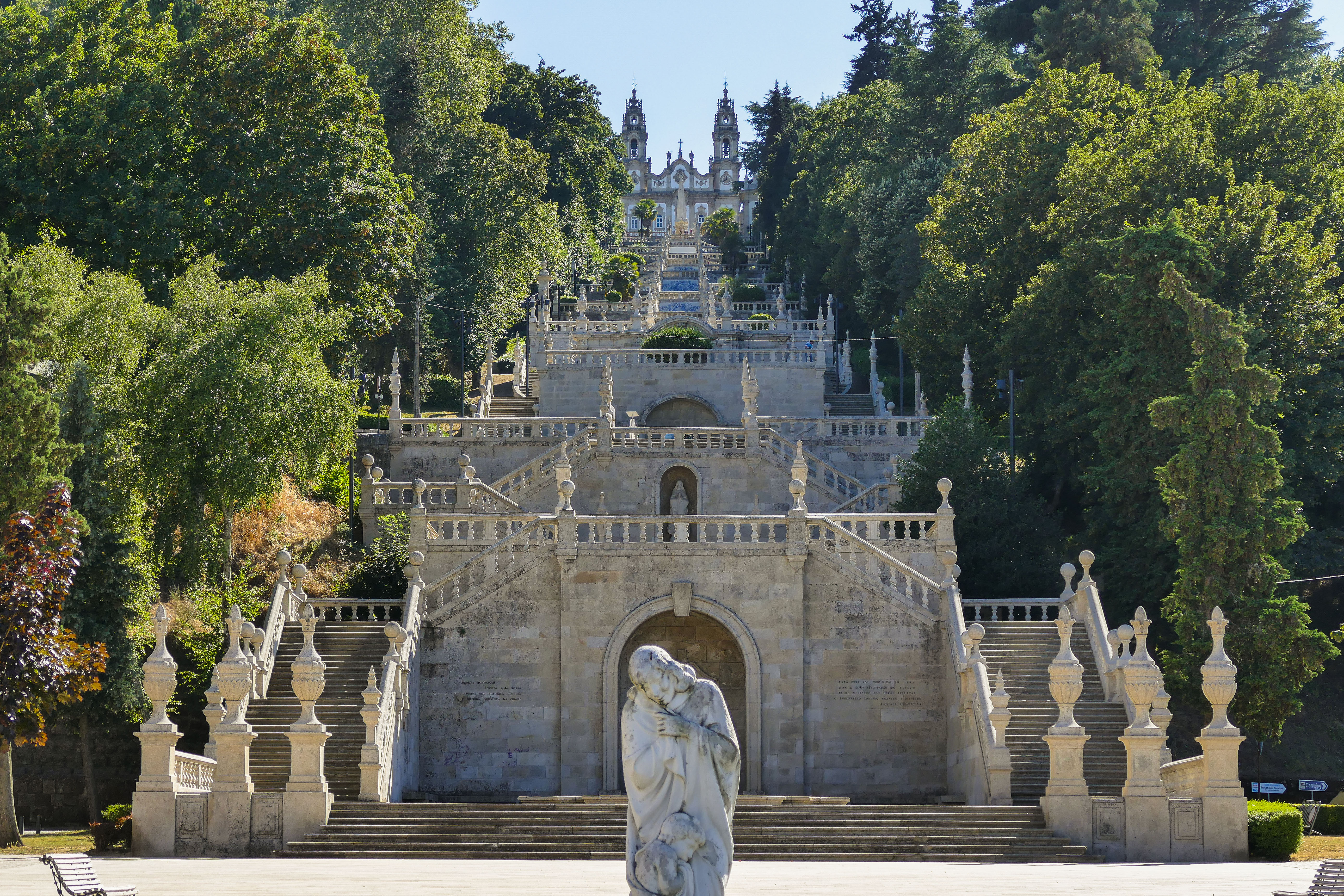
Santuário Nossa Senhora dos Remédios auf dem Monte Santo Estevão

Lamego ist eine Stadt (Cidade) und ein Kreis (Concelho) im Distrikt Viseu, wenige Kilometer südlich des Douro im Norden Portugals. Die Stadt ist Sitz eines katholischen Bistums. Sie ist Teil der Rede de Judiarias, einer Vereinigung von Orten mit einer historisch bedeutenden jüdischen Gemeinde. Es gehört außerdem zum Weinbaugebiet Alto Douro, das 1756 das erste herkunftsgeschützte Weinbaugebiet der Welt wurde, und das seit 2001 zum UNESCO-Welterbe zählt.

## Geschichte

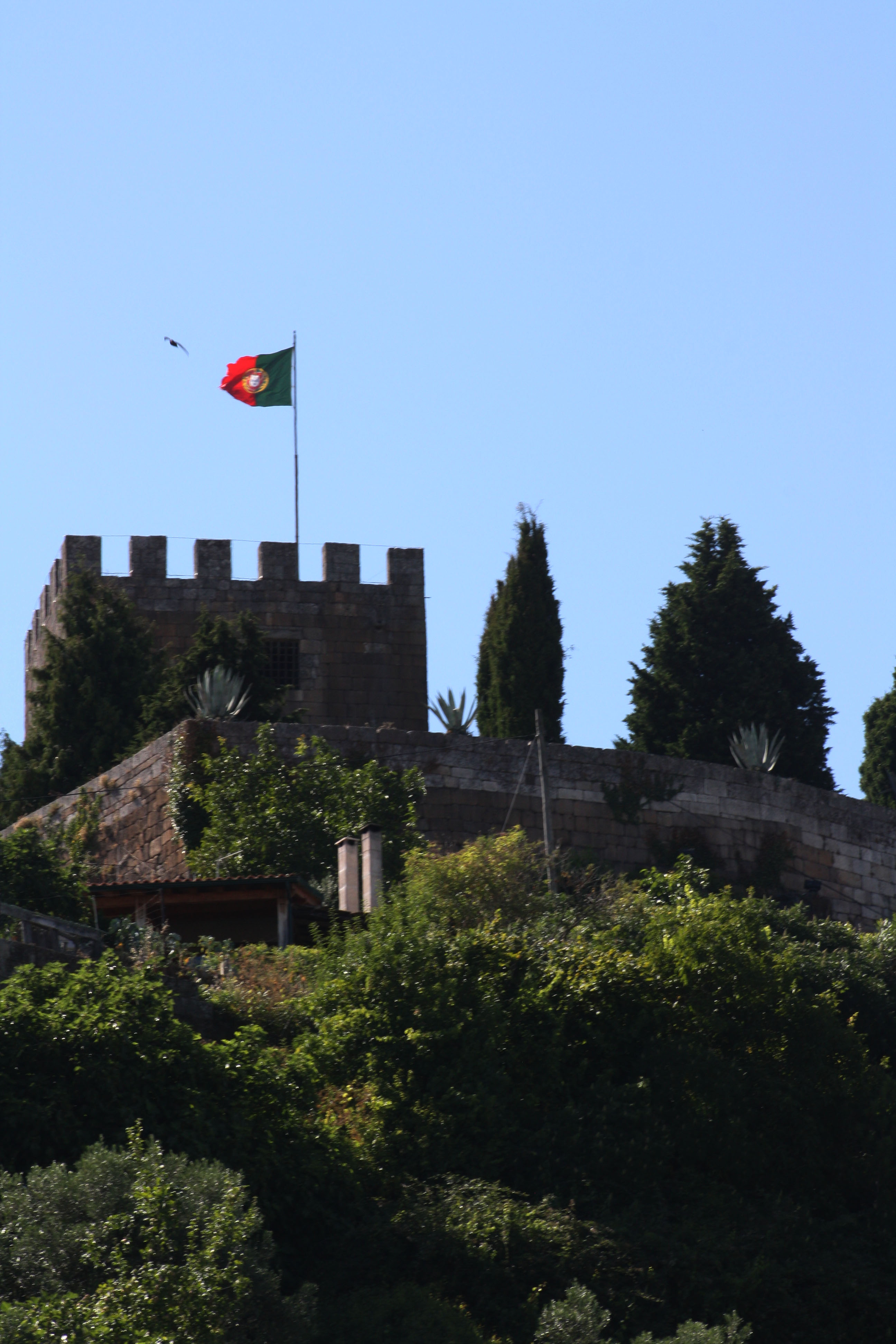
Die Burg von Lamego

Der Ort wurde vermutlich ursprünglich von keltiberischen Turdulen besiedelt und existierte auch zur Römerzeit. Als der König des Westgotenreichs, Rekkared I., zum Christentum übertrat, wurde in der Folge auch Lamego christlich. Erstmals wurde im Jahr 570 Lamego als Bischofssitz erwähnt, mit seinem Bischof Sardinário. Bis 621 prägte König Sisebut hier Münzen, was die damalige Bedeutung des Ortes unterstreicht.
Die Araber eroberten Lamego im Zuge ihrer Landnahme im 8. Jahrhundert. Die Stadt fiel nach Ankunft der Reconquista mehrmals an die christlichen Eroberer und zurück an die Mauren, bis Ferdinand I. von León Lamego am 29. November 1057 definitiv einnahm. Die Stadt wurde erst 1071 wieder Bischofssitz (siehe auch Liste der Bischöfe von Lamego). Der erste König von Portugal, Alfons I. (Portugiesisch: D.Afonso Henriques), wurde 1143 hier feierlich durch die Versammlung der Cortes (Stände) zu Lamego bestätigt. Alfons I. gab dem neuen Reich die sogenannten „Grundgesetze von Lamego“ (1181) und nannte es „Portugal“ nach dem Namen der Grafschaft Portocale.
In den Jahren 1191 und 1290 erhielt Lamego weitere Rechte, darunter Marktrechte, die den Ort weiter aufwerteten, und insbesondere Händler mit orientalischen Stoffen und Gewürzen aus weiten Teilen der Iberischen Halbinsel anlockten, so aus Kastilien und dem Emirat von Granada. Im 15. Jahrhundert profitierte die Stadt besonders von ihrer vorteilhaften Lage an den wichtigsten Handelswegen des Landes, jedoch lenkten die einsetzenden Portugiesischen Entdeckungsreisen dann die Handelswege um, womit der hiesige Handel nun zunehmend an Bedeutung verlor. 1514 erneuerte König Manuel I. die Stadtrechte Lamegos.

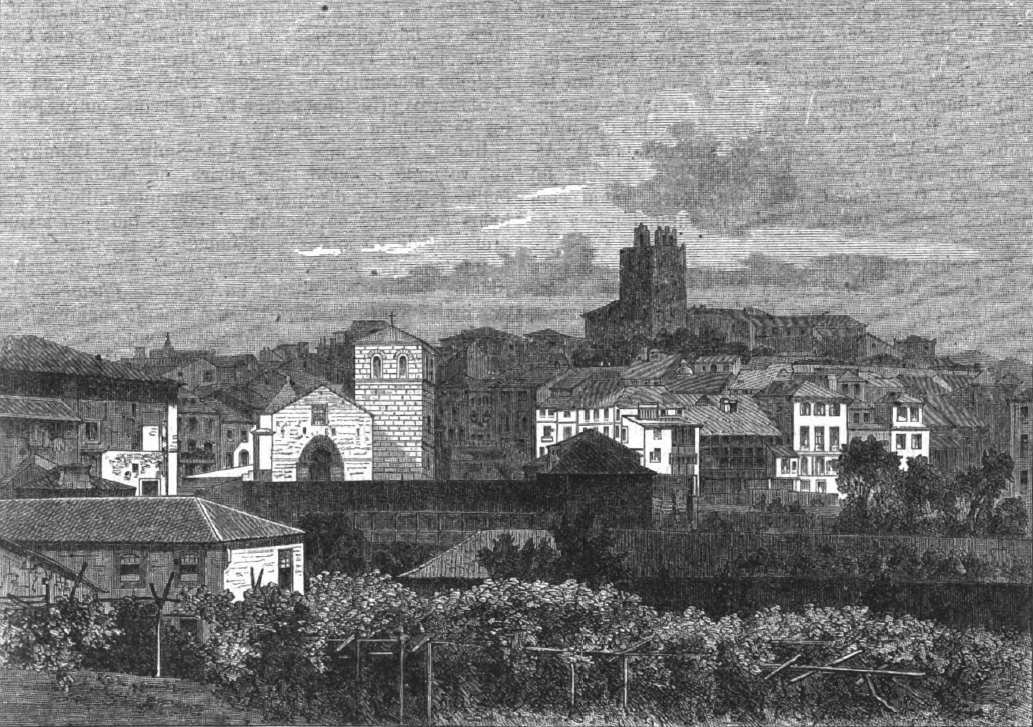
Lamego (1868)

Während der Amtszeit des Bischofs Manuel de Noronha (1551–1564) begann eine rege Bautätigkeit, insbesondere der Wallfahrtsort Santuário de Nossa Senhora dos Remédios ist zu nennen. Im Verlauf des 17. und 18. Jahrhunderts entstanden dazu eine Reihe von Herrenhäuser, die vor allem von den im aufstrebenden Weinbau aktiven Familien errichtet wurden. Mit Gesetz vom 10. September 1756 schuf Sebastião José de Carvalho e Melo, der ab 1769 unter seinem Adelstitel „Marquês de Pombal“ bekannt wurde, die Companhia Geral da Agricultura das Vinhas do Alto Douro, die das Monopol über das Anbaugebiet des Alto Douro erhielt. Es war das erste geschützte Weinbaugebiet der Welt. In der Folge nahm die Region weiter Aufschwung, wovon auch Lamego stark profitierte.
1835 wurden im Zuge einer Verwaltungsreform Distrikte geschaffen. Lamego wurde Sitz eines Distriktes, der jedoch auf Grund der zentraleren Lage nach Viseu verlegt wurde. In der zweiten Hälfte des 19. Jahrhunderts erlebte Lamego dann eine Reihe städtebaulicher Maßnahmen, die insbesondere die breiten Avenidas des heutigen Stadtbildes schufen.

## Sehenswürdigkeiten
- Der Schrein der Nossa Senhora dos Remédios, überbaut von einer Rokoko-Kapelle von 1761, befindet sich auf einer Anhöhe südwestlich der Stadt. Als Verlängerung der Hauptstraße Lamegos führt eine 613-stufige Doppeltreppe zur Wallfahrts-Kapelle.
- Die gotische Kathedrale in der Stadt (Sè) ist die Hauptkirche des Bistums. Sie wurde im 16. und 17. Jahrhundert stark verändert.
- Von der Burg über der Stadt ist noch der Bergfried aus dem 13. Jahrhundert erhalten.
- Im ehemaligen Bischofspalast ist ein Museum eingerichtet.

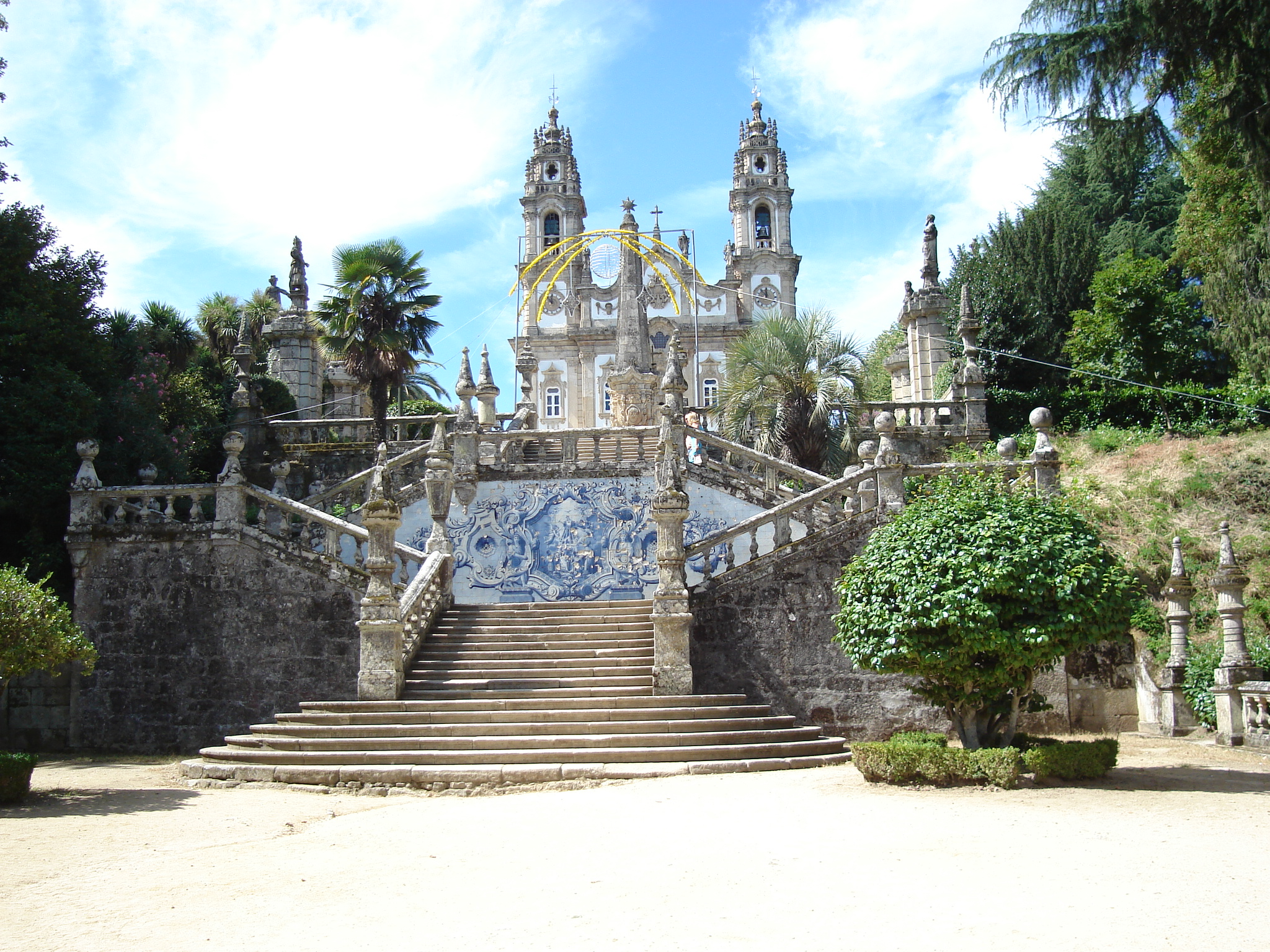
Santuário Nossa Senhora dos Remédios
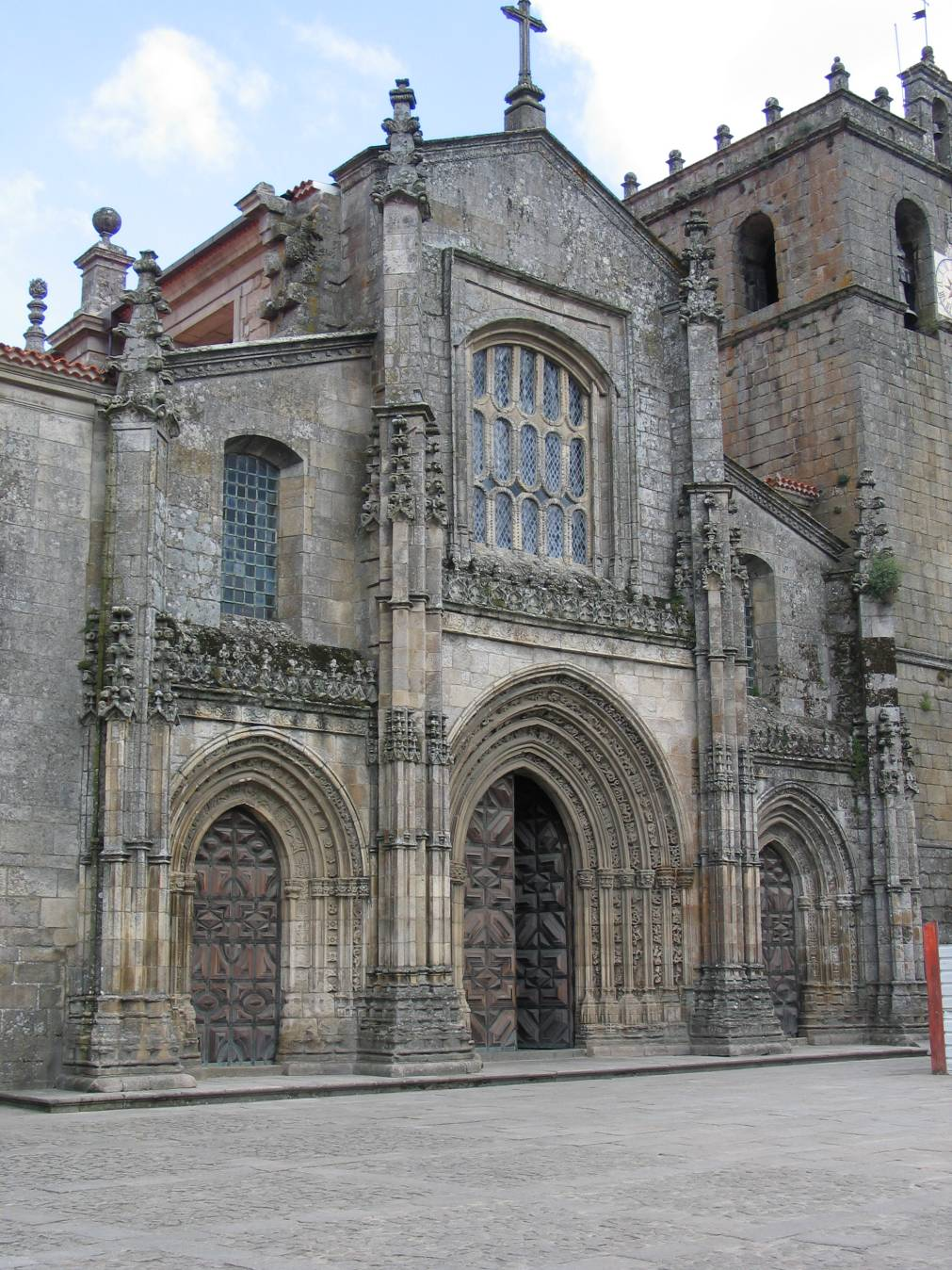
Kathedrale von Lamego
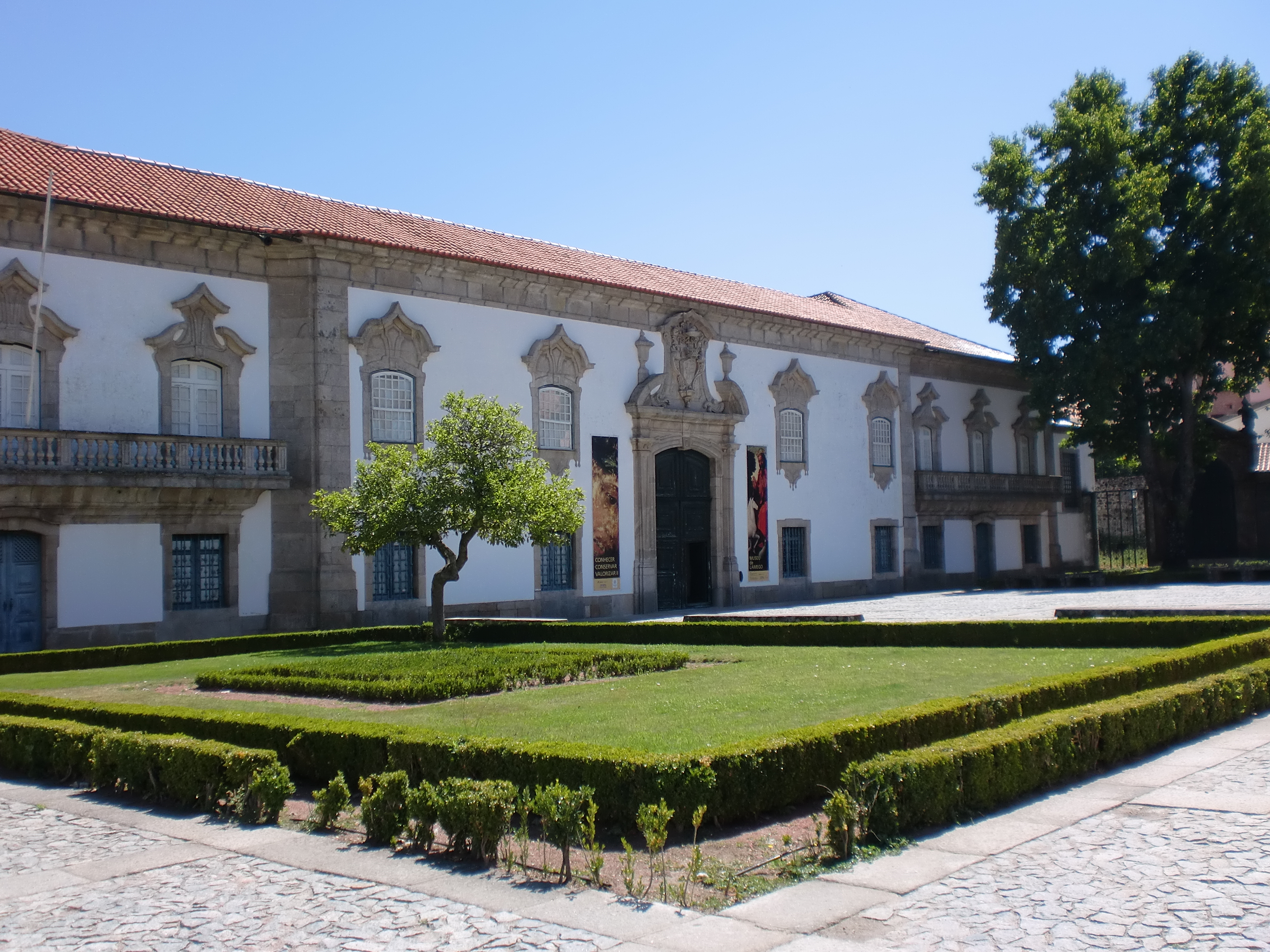
Das städtische Museum (Museu de Lamego)
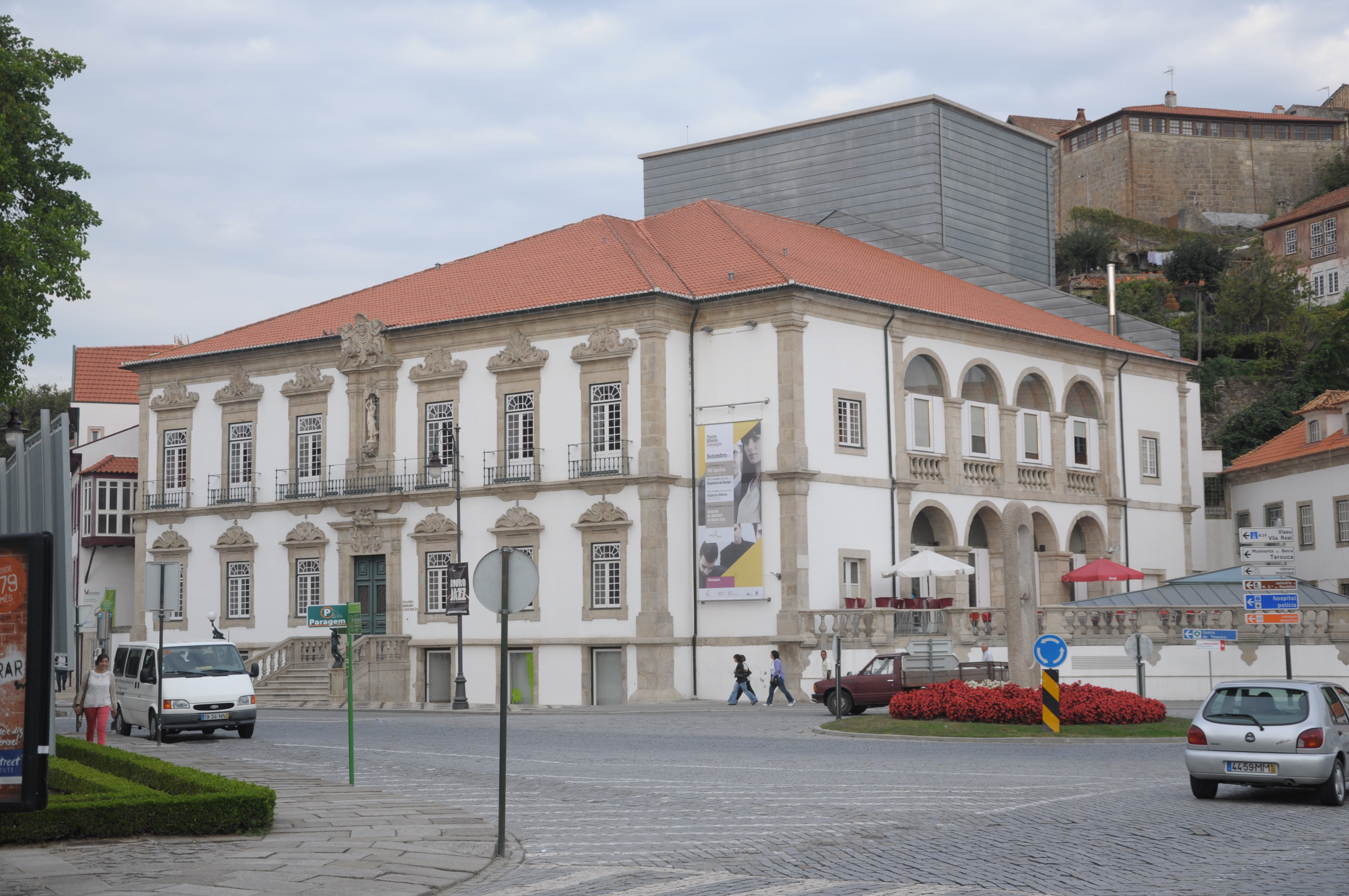
Das Teatro Ribeiro da Conceição
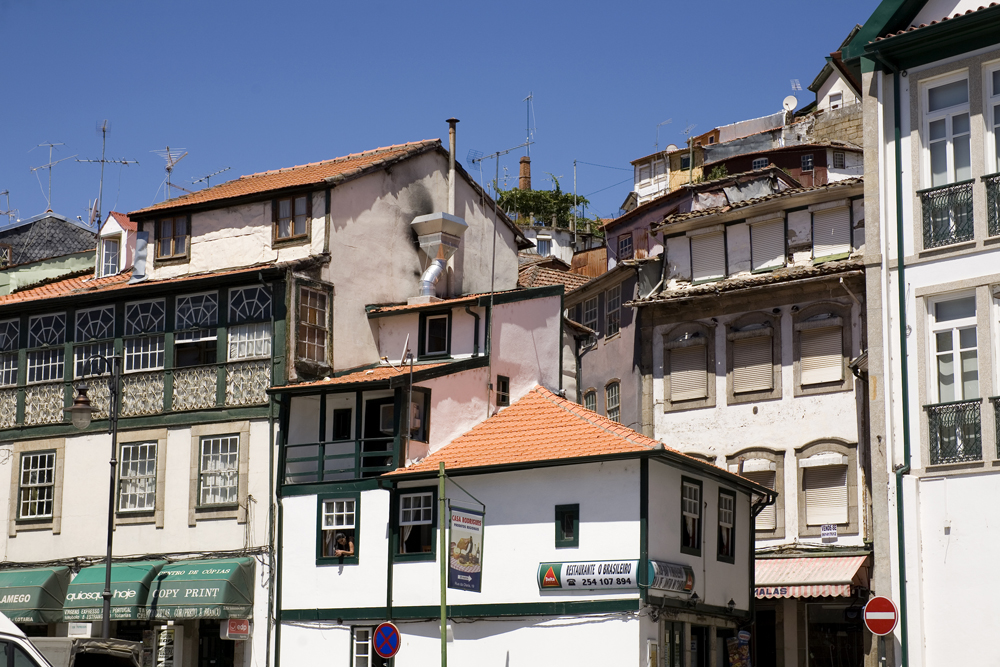
Im historischen Ortskern

## Kreis Lamego
Lamego ist Sitz eines gleichnamigen Kreises. Die Nachbarkreise sind (im Uhrzeigersinn im Norden beginnend): Mesão Frio, Peso da Régua, Armamar, Tarouca, Castro Daire sowie Resende.
Mit der Gebietsreform im September 2013 wurden mehrere Gemeinden zu neuen Gemeinden zusammengefasst, sodass sich die Zahl der Gemeinden von zuvor 24 auf 18 verringerte.

### Gemeinden

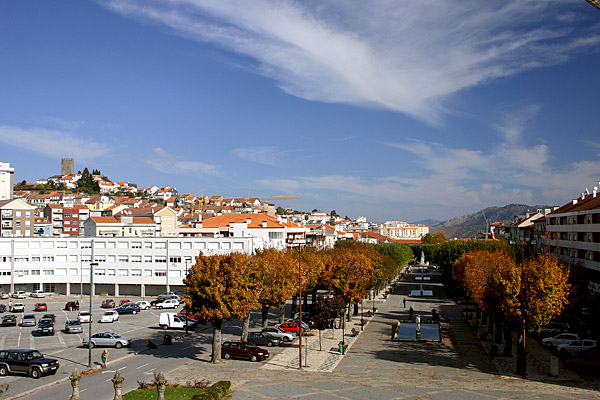
Blick von der Wallfahrtskirche auf Lamego

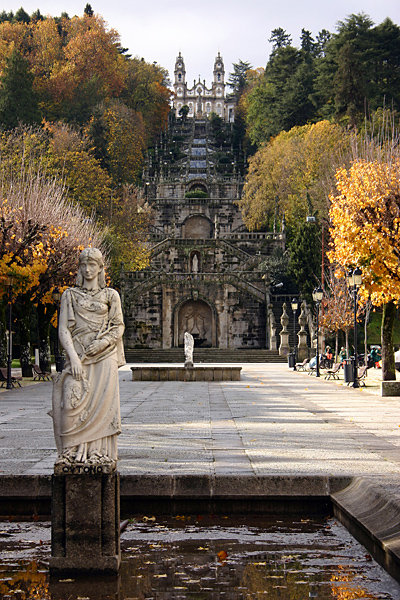
Der Wallfahrtsort Santuário de Nossa Senhora dos Remédios

Die folgenden Gemeinden (freguesias) liegen im Kreis Lamego:

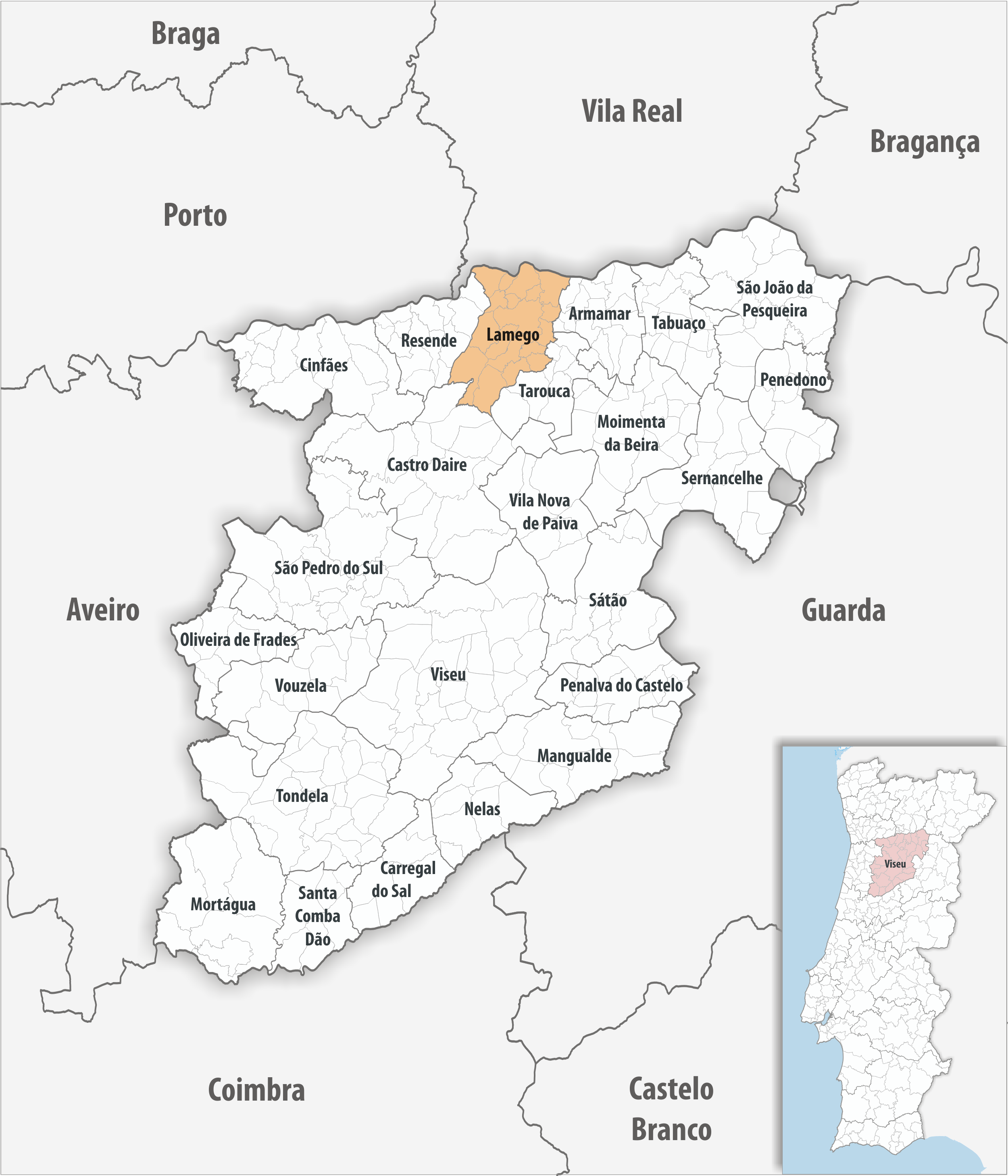
Kreis Lamego

| Gemeinde                       | Einwohner (2021) | Fläche km² | Dichte Einw./km² | LAU- Code |
| ------------------------------ | ---------------- | ---------- | ---------------- | --------- |
| Avões                          | 502              | 4,87       | 103              | 180502    |
| Bigorne, Magueija e Pretarouca | 575              | 20,14      | 29               | 180526    |
| Britiande                      | 792              | 4,80       | 165              | 180504    |
| Cambres                        | 1.592            | 11,28      | 141              | 180505    |
| Cepões, Meijinhos e Melcões    | 970              | 10,96      | 89               | 180527    |
| Ferreirim                      | 898              | 5,53       | 162              | 180507    |
| Ferreiros de Avões             | 426              | 2,65       | 161              | 180508    |
| Figueira                       | 279              | 4,55       | 61               | 180509    |
| Lalim                          | 659              | 7,22       | 91               | 180510    |
| Lamego                         | 12.071           | 20,20      | 598              | 180525    |
| Lazarim                        | 407              | 16,54      | 25               | 180511    |
| Parada do Bispo e Valdigem     | 891              | 12,89      | 69               | 180528    |
| Penajóia                       | 804              | 10,13      | 79               | 180516    |
| Penude                         | 1.406            | 12,82      | 110              | 180517    |
| Samodães                       | 172              | 3,09       | 56               | 180519    |
| Sande                          | 811              | 3,13       | 259              | 180520    |
| Várzea de Abrunhais            | 329              | 5,85       | 56               | 180523    |
| Vila Nova de Souto d'El-Rei    | 728              | 8,79       | 83               | 180524    |
| Kreis Lamego                   | 24.312           | 165,44     | 147              | 1805      |

### Bevölkerung
| Bevölkerungsentwicklung Lamego (1801–2006) | Bevölkerungsentwicklung Lamego (1801–2006) | Bevölkerungsentwicklung Lamego (1801–2006) | Bevölkerungsentwicklung Lamego (1801–2006) | Bevölkerungsentwicklung Lamego (1801–2006) | Bevölkerungsentwicklung Lamego (1801–2006) | Bevölkerungsentwicklung Lamego (1801–2006) | Bevölkerungsentwicklung Lamego (1801–2006) | Bevölkerungsentwicklung Lamego (1801–2006) | Bevölkerungsentwicklung Lamego (1801–2006) |
| ------------------------------------------ | ------------------------------------------ | ------------------------------------------ | ------------------------------------------ | ------------------------------------------ | ------------------------------------------ | ------------------------------------------ | ------------------------------------------ | ------------------------------------------ | ------------------------------------------ |
| 1801                                       | 1849                                       | 1900                                       | 1930                                       | 1960                                       | 1981                                       | 1991                                       | 2001                                       | 2004                                       | 2006                                       |
| 14.688                                     | 20.240                                     | 31.835                                     | 34.730                                     | 36.320                                     | 32.833                                     | 30.164                                     | 28.081                                     | 27.054                                     | 26.484                                     |

### Städtepartnerschaft
- Bouchemaine im Département Maine-et-Loire[6]

## Söhne und Töchter
- Jerónimo Cardoso (1508–1569), Lexikograph, Latinist, Romanist und Lusitanist
- Marcos Teixeira de Mendonça (1578–1641), Bischof von Salvador da Bahia, Figur des Widerstands gegen die Holländer
- Fra′ Manuel Pinto de Fonseca (1681–1773), 68. Großmeister des Malteserordens
- Bernardo da Silveira Pinto da Fonseca (1780–1830), Offizier und Kolonialverwalter
- Francisco Eduardo da Costa (1819–1850), Pianist und Komponist
- Afonso de Castro (1824–1885), Gouverneur von Portugiesisch-Timor
- José Augusto Guedes Teixeira (1843–1890), Jurist, Unternehmer und bedeutender Bürgermeister Lamegos
- José Agostinho de Oliveira (1866–1938), Kritiker, Autor und Dramaturg
- Alfredo Cardoso de Soveral Martins (1869–1938), Marineoffizier und Kolonialverwalter
- Fausto Guedes Teixeira (1871–1940), Dichter
- José de Matos Sobral Cid (1877–1941), Arzt und Politiker
- Emília de Sousa Costa (1877–1959), Schriftstellerin und Feministin, Pionierin der Kinderliteratur in portugiesischer Sprache
- Fernando Correia Dias (1892–1935), Karikaturist und Bildender Künstler
- Armando de Almeida Fernandes (1917–2002), Historiker
- José Maria Pedroto (1928–1985), Fußballspieler und -trainer
- Mário Lemos Pires (1930–2009), Gouverneur von Portugiesisch-Timor
- João Botelho (* 1949), Filmregisseur
- Joaquim Sarmento (* 1952), Politiker und Schriftsteller
- Francisco Laranjo (1955–2022), Bildender Künstler
- João Paulo Costa (* 1955), Theaterschauspieler und -regisseur
- Manuel António Mendes dos Santos (* 1960), Bischof von São Tomé und Príncipe
- Álvaro Magalhães (* 1961), portugiesischer Fußballspieler und Fußballtrainer.
- Francisco Miguel Soares da Silva (* 1978), Fußballspieler